# تودهنی
تودهنی (آلمانی: Ohrfeigen) یک فیلم کمدی به کارگردانی رالف تیله است که در سال ۱۹۷۰ منتشر شد.

## بازیگران
- کورد یورگنس
- گیلا فون وایترسهاوزن
- الکساندرا استوارت
- نادیا تیلر
- ورنر پوخت
- چارلز رینر
- هانس پیتر هالواکس